# حروف متقاربة
الحروف المتقاربة هي الحروف التي تختلف في المخرج والصفة  لكن بينها تقارب في المخرج والصفة أو في أحدهما.

## صور التقاء المتقاربين

### الصورة الأولى
أن يتقارب الحرفان مخرجا وصفة، مثل اجتماع النون مع اللام في قوله تعالى: 《من لدنه》، واجتماع النون مع الراء في قوله: 《أولئك على هدى من ربهم》. فإن النون تجتمع مع اللام ومع الراء في معظم الصفات.

### الصورة الثانية
أن يجتمع حرفان متقاربان مخرجا لاصفة، وذلك كاجتماع اللام مع التاء في قوله تعالى: 《التائبون》. فاللام تجتمع مع التاء في صفتين.

### الصورة الثالثة
أن يجتمع حرفان متقاربان صفة لا مخرجا، كالنون مع الواو في نحو: 《من ولي》 فالنون من طرف اللسان والواو من الشفتين، ويجتمعان في عدد من الصفات.

## ما أدغمه حفص من المتقاربين
1- القاف في الكاف: في قوله تعالى: 《ألم نخلقكم من ماء مهين》[المرسلات:20]، ولكن هناك اختلاف في بقاء صفة القاف أو انعدامها.
2- اللام في الراء: سواء كانت من حرف 《بل》 أو من فعل 《قل》 نحو قوله تعالى: 《بل رفعه الله إليه》[النساء:158]، 《بل ربكم》[الأنبياء:56]، 《وقل ربي أنزلني منزلا مباركا》[المؤمنون:29].
3-لام التعريف: تدغم لام التعريف في أربعة عشر حرفا، وقد جمعت في أوائل كلمات هذا البيت:
4- النون الساكنة أو التنوين في هذه الأحرف الخمسة (ي،ر،م،ل،و).